# Guiana nos Jogos Pan-Americanos de 1987
Guiana competiu na 10º edição dos Jogos Pan-Americanos, realizados na cidade de Indianápolis, nos Estados Unidos. Conquistou uma medalha nesta edição. </ref>